# Il governo dei cavalli
Il governo dei cavalli è un dipinto di Anselmo Bucci. Eseguito nel 1916, appartiene alle collezioni d'arte della Fondazione Cariplo.

## Descrizione
Il dipinto rispecchia la predilezione di Bucci per i luoghi animati e gremiti di gente; coniuga la fedeltà dell'autore alla figurazione del reale a una certa originalità d'insieme, data dai gesti plateali delle figure in primo piano e da quella sorta di ritmo compositivo generato dalla sequenza lineare di quelle stesse figure e dei cavalli in piena controluce.

## Storia
L'opera venne acquistata dalla Fondazione Cariplo nel 1968. Nella seconda metà degli anni novanta fu esposta in due mostre allestite a Milano: la collettiva Tesori d'arte delle banche lombarde (1995) e la personale su Bucci del 1999, curata da Elena Pontiggia.